# Patella (weekdier)
Patella is een geslacht van weekdieren uit de klasse der slakken (Gastropoda). Sommige soorten zijn ook bekend als 'schaalhoren' of 'napslak', naar de vorm van de schelp.

## Voorkomen en verspreiding
Patella's komen voor op rotsbodems in de brandingszone. De meeste soorten zijn eetbaar.

## Soorten
- Patella aspera Röding, 1798
- Patella caerulea Linnaeus, 1758
- Patella candei d'Orbigny, 1839
- Patella depressa Pennant, 1777 – Platte schaalhoren / Gekleurde schaalhoren
- Patella ferruginea Gmelin, 1791
- Patella lugubris Gmelin, 1791
- Patella natalensis Krauss, 1848
- Patella pellucida Linnaeus, 1758 – Blauwgestreepte schaalhoren
- Patella piperata Gould, 1846
- Patella rustica Linnaeus, 1758
- Patella skelettensis Massier, 2009
- Patella swakopmundensis Massier, 2009
- Patella ulyssiponensis Gmelin, 1791 – Ruwe schaalhoren
- Patella vulgata Linnaeus, 1758 – Gewone schaalhoren

## Afbeeldingen

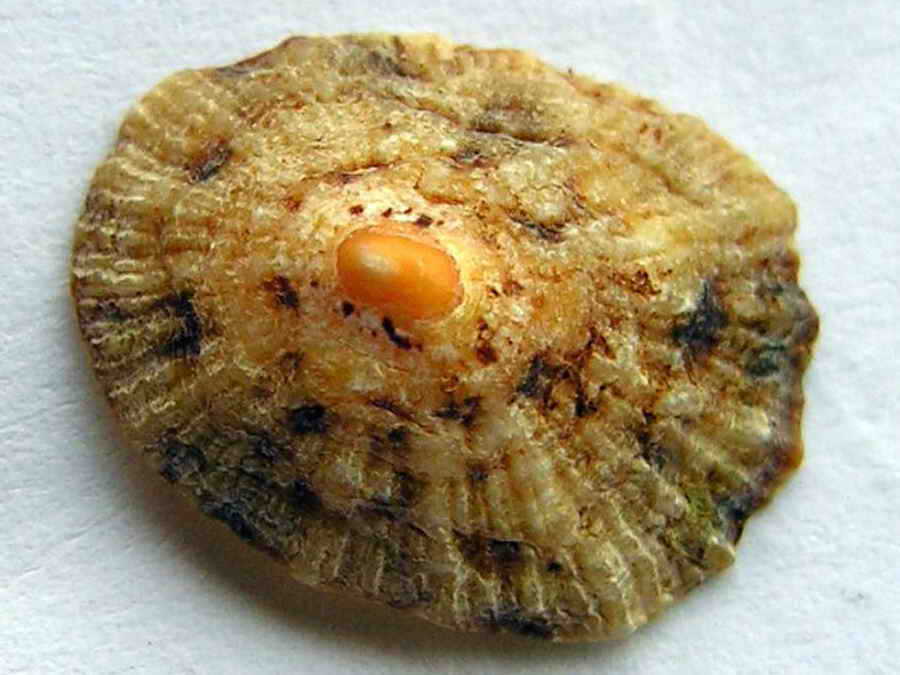
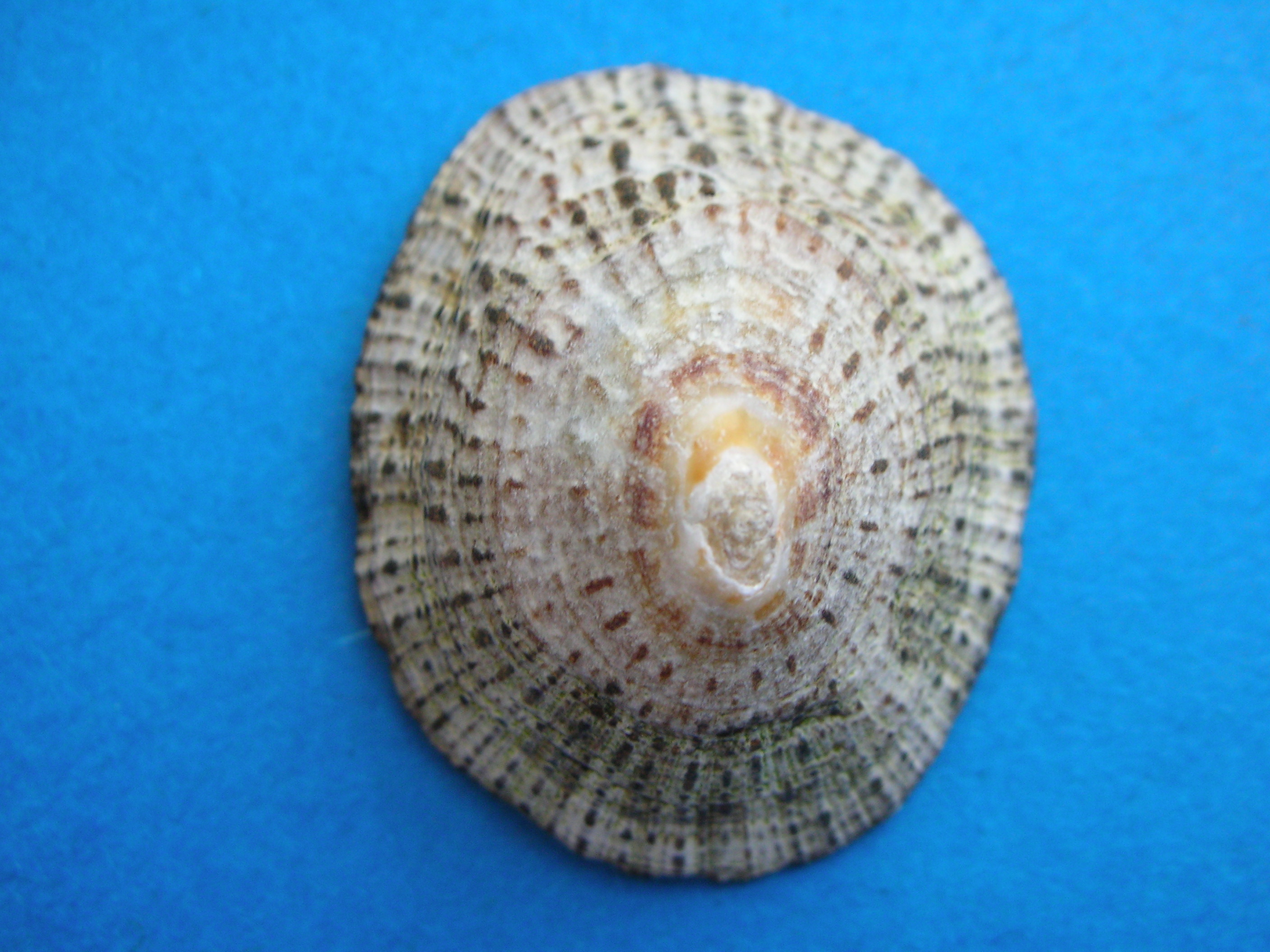
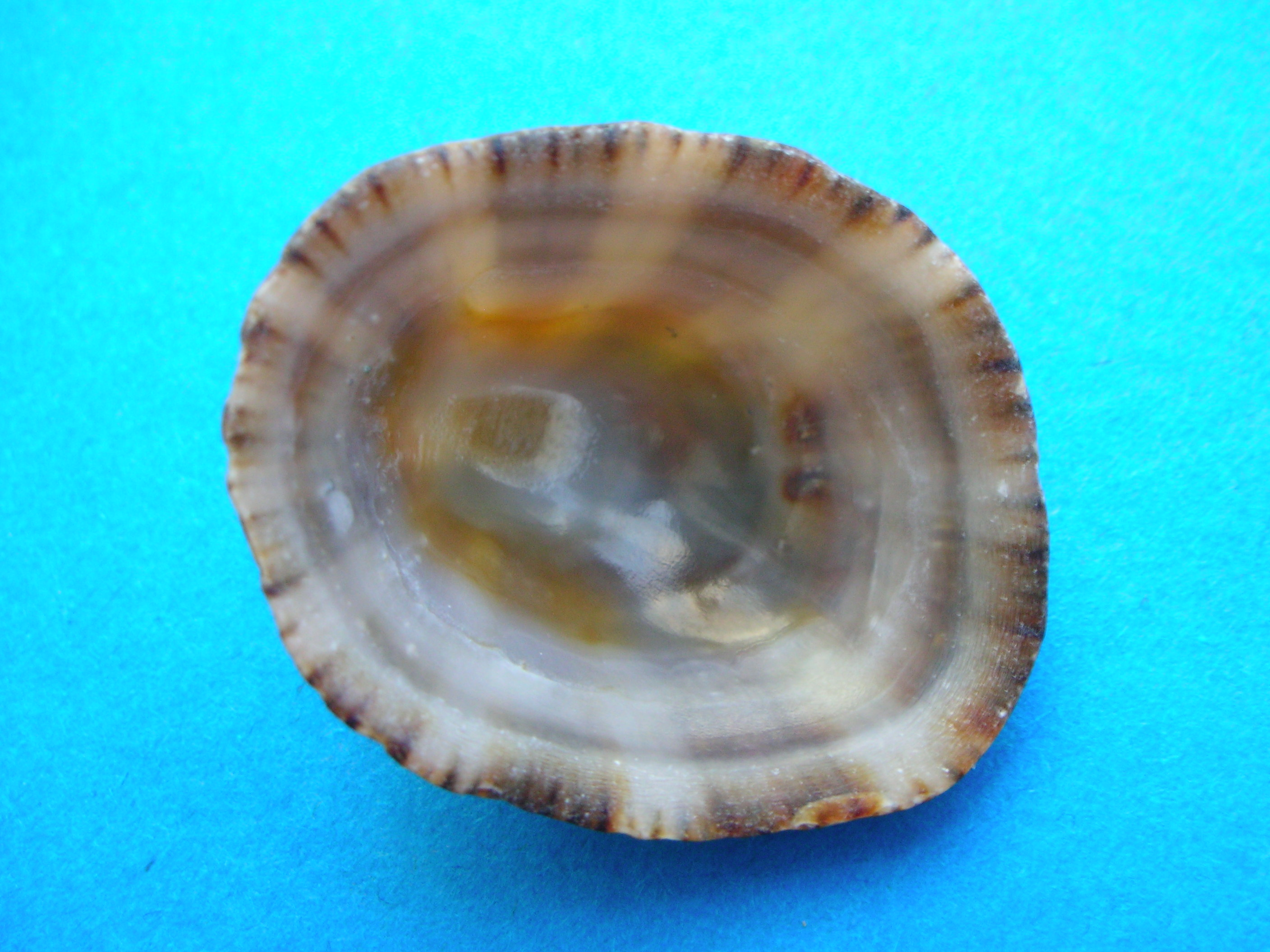
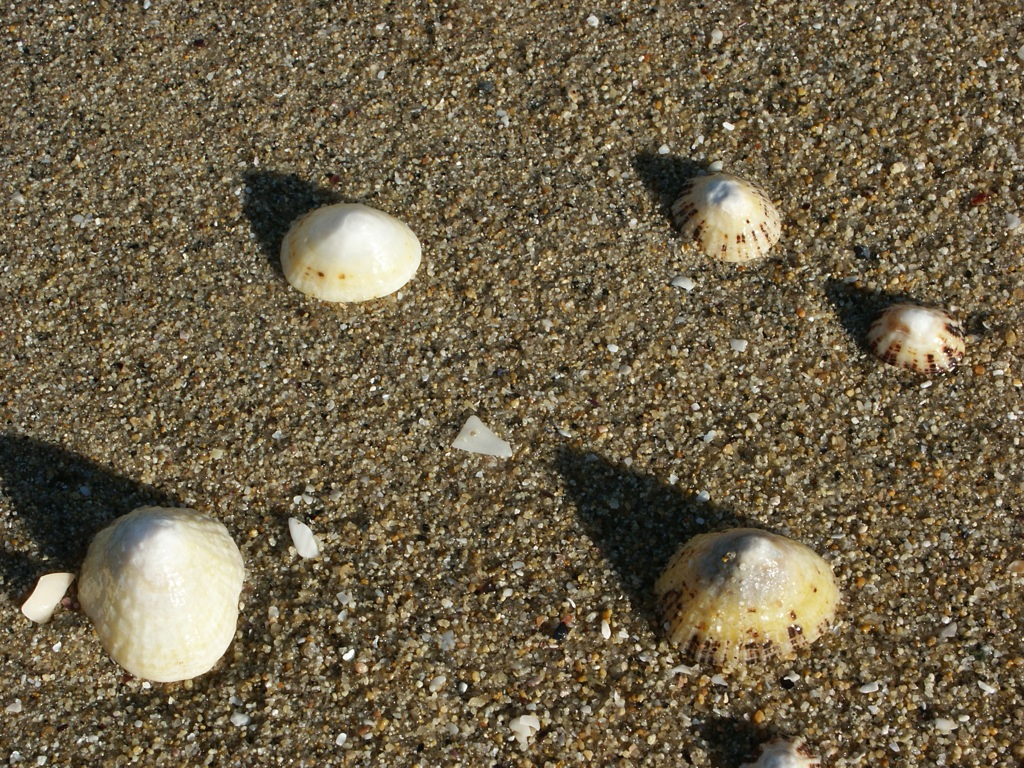
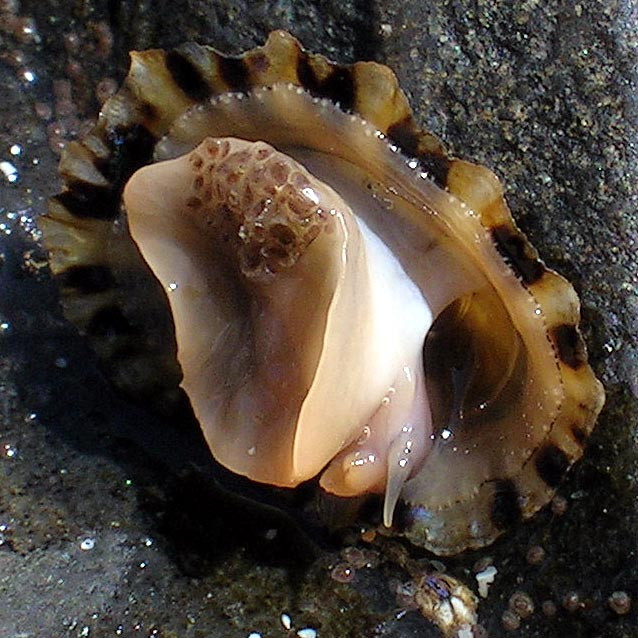
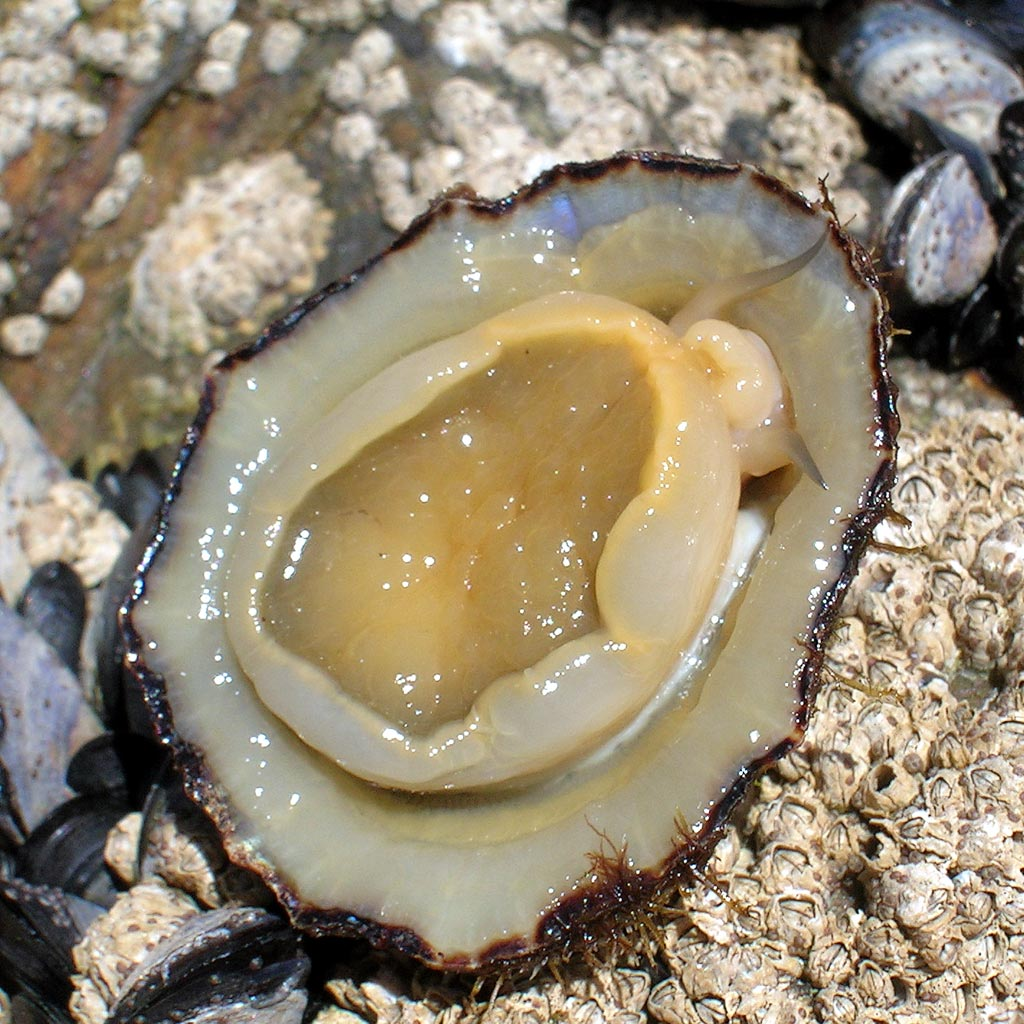
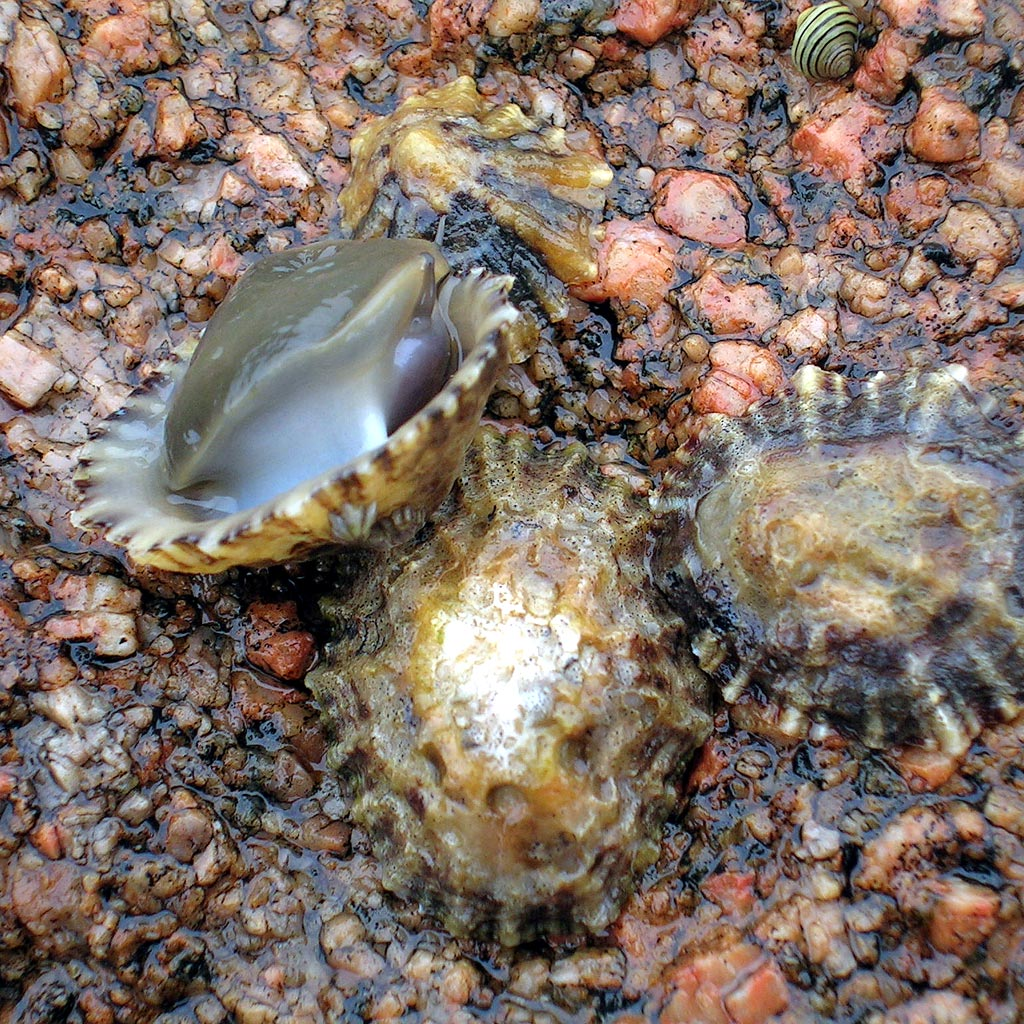